# 라마트간
라마트간 (Ramat Gan, 히브리어: רָמַת גַּן)은 이스라엘 텔아비브 구에 위치한 도시로 면적은 53km2, 인구는 145,000명 (2009년 기준)이다. 텔아비브 동쪽에 위치하며 도시 이름은 히브리어로 "정원의 고원"을 뜻한다.
1921년에 신설되었으며 1950년에 시로 승격되었다. 세계적인 다이아몬드 거래소 가운데 하나로 유명하다.

## 자매 도시
- 러시아 펜자
- 폴란드 브로츠와프
- 중화민국 타오위안 시
- 중화인민공화국 선양시
- 중화인민공화국 칭다오시
- 미국 애리조나주 피닉스
- 프랑스 스트라스부르
- 독일 카셀
- 헝가리 솜버트헤이